# 멱영 아이디얼
환론에서 멱영 아이디얼(冪零ideal, 영어: nilpotent ideal)은 아이디얼의 거듭제곱을 취했을 때 영 아이디얼이 되는 아이디얼이다. 이는 멱영원만으로 구성된 아이디얼보다 더 강한 조건이다.

## 정의
유사환 {\displaystyle R} 속의 왼쪽 아이디얼 {\displaystyle {\mathfrak {i}}\subseteq R}가 주어졌다고 하자.
만약
- {\displaystyle {\mathfrak {i}}^{n}=0}이 되는 양의 정수 {\displaystyle n\in \mathbb {Z} ^{+}}이 존재한다면, {\displaystyle {\mathfrak {i}}}를 멱영 왼쪽 아이디얼(冪零-ideal, 영어: nilpotent left ideal)이라고 한다.
- {\displaystyle {\mathfrak {i}}}의 모든 원소가 멱영원이라면 (즉, 임의의 {\displaystyle r\in {\mathfrak {i}}}에 대하여 {\displaystyle r^{n_{r}}=0}이 되는 양의 정수 {\displaystyle n_{r}\in \mathbb {Z} ^{+}}이 존재한다면), {\displaystyle {\mathfrak {i}}}를 멱영원 왼쪽 아이디얼(冪零元-ideal, 영어: nil left ideal)이라고 한다.

마찬가지로, 멱영(원) 오른쪽 아이디얼(冪零(元)-ideal, 영어: nil(potent) right ideal) 및 멱영(원) 양쪽 아이디얼(冪零(元)兩-ideal, 영어: nil(potent) two-sided ideal)을 정의할 수 있다.
임의의 유사환에서, 모든 멱영 아이디얼은 멱영원 아이디얼이지만, 일반적으로 그 역은 (심지어 가환환에서도) 성립하지 않을 수 있다.

## 성질
레비츠키 정리(Левицкий定理, 영어: Levitsky theorem)에 따르면, 오른쪽 뇌터 환의 왼쪽 아이디얼 {\displaystyle {\mathfrak {i}}\subseteq R}에 대하여, 다음 두 조건이 서로 동치이다.
- 멱영 왼쪽 아이디얼이다.
- 멱영원 왼쪽 아이디얼이다.

마찬가지로, 오른쪽 뇌터 환의 오른쪽 아이디얼에 대하여 다음 두 조건이 서로 동치이다.
- 멱영 오른쪽 아이디얼이다.
- 멱영원 오른쪽 아이디얼이다.

### 쾨테 추측
유사환 {\displaystyle R}에 대하여, 다음 성질을 생각할 수 있다.
(가) 만약 {\displaystyle R} 속의 유일한 멱영원 양쪽 아이디얼이 0이라면, {\displaystyle R} 속의 유일한 멱영원 왼쪽 아이디얼 역시 0 밖에 없다.
모든 유사환이 이 조건을 만족시킨다는 명제를 쾨테 추측(Köthe推測, 영어: Köthe conjecture)이라고 한다. 이는 일부 종류의 (유사)환들에 대하여 증명되었으나, 일반적인 경우는 현재 미해결 문제이다.

## 역사
쾨테 추측은 1930년에 고트프리트 쾨테(독일어: Gottfried Köthe)가 제시하였다.
레비츠키 정리는 1939년에 야코프 레비츠키(러시아어: Я́ков Леви́цкий, 우크라이나어: Я́ків Леви́цький 야키우 레비치키[*], 히브리어: יַעֲקֹב לויצקי 야아코브 레비츠키)가 증명하였으나, 제2차 세계 대전으로 인해 그 증명은 1950년에 출판되었다.

## 같이 보기
- 영근기
- 제이컵슨 근기